# Nemertesia singularis
Nemertesia singularis är en nässeldjursart som först beskrevs av Vervoort 1941.  Nemertesia singularis ingår i släktet Nemertesia och familjen Plumulariidae. Inga underarter finns listade i Catalogue of Life.